# 氣候英雄

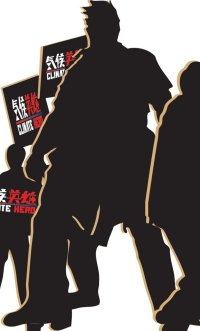
氣候英雄

氣候英雄是成立於2009年3月23日，以防止全球暖化为目的的组织。為迎接2009年年底在哥本哈根舉行的聯合國氣候大會快將來臨，號召香港市民的參與，促請香港特首曾蔭權出席會議，及制定應對全球暖化政策的時間表。该组织不單只在香港執行任務，還在全球各地要求各國元首，在哥本哈根會議上達成協議，大幅減少溫室氣體排放，紓緩氣候變化危機。

## 香港任務
3月23日，氣候英雄在香港禮賓府做了一次投影行動，把「特首：哥本哈根見」字樣投射在禮賓府上，邀請他出席年底舉行的哥本哈根聯合國氣候大會。特首對行動回應指，會稍後才考慮指派官員加入中國代表團出席會議。

## 全球任務

### 巴西里約熱內盧
3月31日，氣候英雄趁2009年二十國集團倫敦峰會前夕，在巴西里約熱內盧Guanabara灣的一條大橋，掛起一幅橫額，要求峰會領袖優先處理氣候變化危機。結果，G20只集中討論金融海嘯等經濟議題，卻沒有處理氣候議題。

### 中國北京
3月23日，在永定門把一個倒數時鐘投影在城樓上，要求國家主席胡錦濤親自出席哥本哈根會議。

### 比利時布魯塞爾
3月10日，氣候英雄支持者堵塞歐盟的財長會議，要求撥款1,100億歐羅應對氣候變化危機。結果，347名支持者被即時逮捕，但隨即獲得釋放。 

### 巴西薩爾瓦多市
3月6日，氣候英雄在薩爾瓦多市著名的Elevador Lacerda塔，掛了一條大間尺橫額，突顯海平面上升的影響。

### 美國華盛頓
3月2日，奧斯卡影后蘇珊·莎蘭登，與兩千多名氣候英雄支持者，圍堵美國國會山發電廠，要求政府制定對抗氣候變化的法律。最終，美國政府宣佈國會山發電廠減少燃煤的計劃。

### 泰國華欣
2月27日，氣候英雄在東盟峰會前夕，在會場對面展示一幅巨型橫額，上面寫著『十個國家，一個視野－－立即行動應付暖化』。

### 英國倫敦
2月2日，氣候英雄支持者在倫敦希斯路機場新跑道預定地買了一幅土地，阻止機場擴建計畫。奧斯卡影后愛瑪·湯普森也是土地主人之一。 

## 外部連結
- 綠色和平：哥本哈根 氣候直擊 （页面存档备份，存于）
- 氣候英雄Facebook個人網頁
- 綠色和平網站
- 氣候英雄官方網站